# Diplycosia hirtiflora
Diplycosia hirtiflora är en ljungväxtart som beskrevs av G.C.G. Argentina. Diplycosia hirtiflora ingår i släktet Diplycosia och familjen ljungväxter. Inga underarter finns listade i Catalogue of Life.